# ۲۸ جمادی‌الاول
۲۸ جمادی‌الاول، بیست و هشتمین روز از ماه جمادی‌الاول در تقویم هجری قمری است.
در تقویم هجری قمری قراردادی این روز صد و چهل و ششمین روز سال است.